# Bevan-Punkt

Bevan-Punkt M im Dreieck ABC

Bevan-Punkt M, Bevan-Kreis k_{M}, Höhenschnittpunkt H, Schwerpunkt G, Umkreismittelpunkt O, Inkreismittelpunkt I, Euler-Gerade e, Umkreis k_{O}

Der Bevan-Punkt gehört zu den ausgezeichneten Punkten eines Dreiecks. Er ist definiert als Mittelpunkt des Kreises, der durch die drei Ankreismittelpunkte des gegebenen Dreiecks geht. Die Bezeichnung Bevan-Punkt bezieht sich auf ein Problem, das der englische Ingenieur Benjamin Bevan 1804 in Leybourn's Mathematical Repository (S. 18) stellte. Das Problem wurde noch im gleichen Jahr (nach anderen Angaben erst 1806) von John Butterworth gelöst.

## Eigenschaften
- Die Verbindungsstrecken des Bevan-Punktes mit den Ankreismittelpunkten sind senkrecht zu den Seiten des gegebenen Dreiecks.[4]
- Die Verbindungsstrecke zwischen dem Bevan-Punkt und dem Inkreismittelpunkt des gegebenen Dreiecks wird durch den Umkreismittelpunkt des Dreiecks halbiert.[5]
- Der Bevan-Punkt ist der Mittelpunkt der Verbindungsstrecke von Nagel-Punkt und Longchamps-Punkt.[5]
- Die Verbindungsstrecke zwischen dem Bevan-Punkt und dem Höhenschnittpunkt wird durch den Spieker-Punkt halbiert.[5]
- Bevan-Punkt und Inkreismittelpunkt haben den gleichen Abstand d von der eulerschen Geraden, hierbei gilt {\displaystyle d={\sqrt {R^{2}-{\tfrac {abc}{a+b+c}}}}.}[3]

## Koordinaten
Die trilinearen Koordinaten des Bevan-Punkts ({\displaystyle B_{40}}) sind
{\displaystyle (\cos \beta +\cos \gamma -\cos \alpha -1):(\cos \gamma +\cos \alpha -\cos \beta -1):(\cos \alpha +\cos \beta -\cos \gamma -1).}
Dabei sind {\displaystyle \alpha ,\beta ,\gamma } die Größen der Innenwinkel des Dreiecks.